# 톰 볼랙
토마스 펠릭스 볼락(Thomas Felix Bolack, 1918년 5월 18일, 캔자스주 카울리 카운티 ~ 1998년 5월 20일, 뉴멕시코주 파밍턴)은 미국의 정치인으로 뉴멕시코 주지사이다.

## 경력
- 1952 ~ 1954 뉴멕시코 파밍턴 시장
- 1956 ~ 1958 제23대 미국 뉴멕시코주 하원의원
- 1961.01 ~ 1962.11 제18대 뉴멕시코 부지사
- 1962.11 ~ 1963.01 제20대 뉴멕시코 주지사

## 역대 선거 결과
| 선거명        | 직책명                         | 대수 | 정당   | 득표율 | 득표수    | 결과 | 당락                 |
| ------------- | ------------------------------ | ---- | ------ | ------ | --------- | ---- | -------------------- |
| 1952년 선거   | 파밍턴 시장                    | -대  | 공화당 | 0%     | 표        | 1위  | 파밍턴 시장 당선     |
| 1956년 선거   | 하원의원 (뉴멕시코 제-선거구)  | 23대 | 공화당 | 0%     | 표        | 1위  | 뉴멕시코 주의원 당선 |
| 1957년 재선거 | 하원의원 (뉴멕시코 광역선거구) | 85대 | 공화당 | 46.98% | 64,589표  | 2위  | 낙선                 |
| 1960년 선거   | 뉴멕시코 부지사                | 18대 | 공화당 | 50.05% | 151,153표 | 1위  | 뉴멕시코 부지사 당선 |